# ポル・バレンティン
ポル・バレンティン・サンチョ（Pol Valentín Sancho、1997年2月21日 - ）は、スペイン・カタルーニャ州アビニョネ・デ・ピグベントス出身のサッカー選手。プレストン・ノースエンドFC所属。ポジションはDF。

## クラブ経歴
UEフィゲレスのカンテラで育成され、2014年12月6日、FCビジャフランカ戦にてトップチームデビューを果たした。
フィゲレスでデビュー以降はセグンダ・ディビシオンBやテルセーラ・ディビシオンに所属するクラブに在籍し、2020年8月29日、セグンダ・ディビシオンのCFフエンラブラダに2年契約で加入した。
2022年7月9日、スポルティング・デ・ヒホンに移籍し、2年契約を結んだ。
2023年7月27日、シェフィールド・ウェンズデイFCに移籍した。
2025年6月3日、プレストン・ノースエンドFCに移籍契約期間は3年。